# Сибірський ботанічний сад (Томськ)
Сибірський ботанічний сад (СибБС)(м. Томськ)(рос. Сиби́рский ботани́ческий сад (СибБС) (Томск)) — підрозділ Томського державного університету(ТДУ).
Площа саду 126,5 га, з них:
- 10 га — заповідний парк, в тому числі оранжерейно-тепличний комплекс в Університетському гаю.
- 116,5 га — екосистемна дендрологічна територія (в районі мкр. Мокрушинський — мкр. Енергетик — Степанівки).

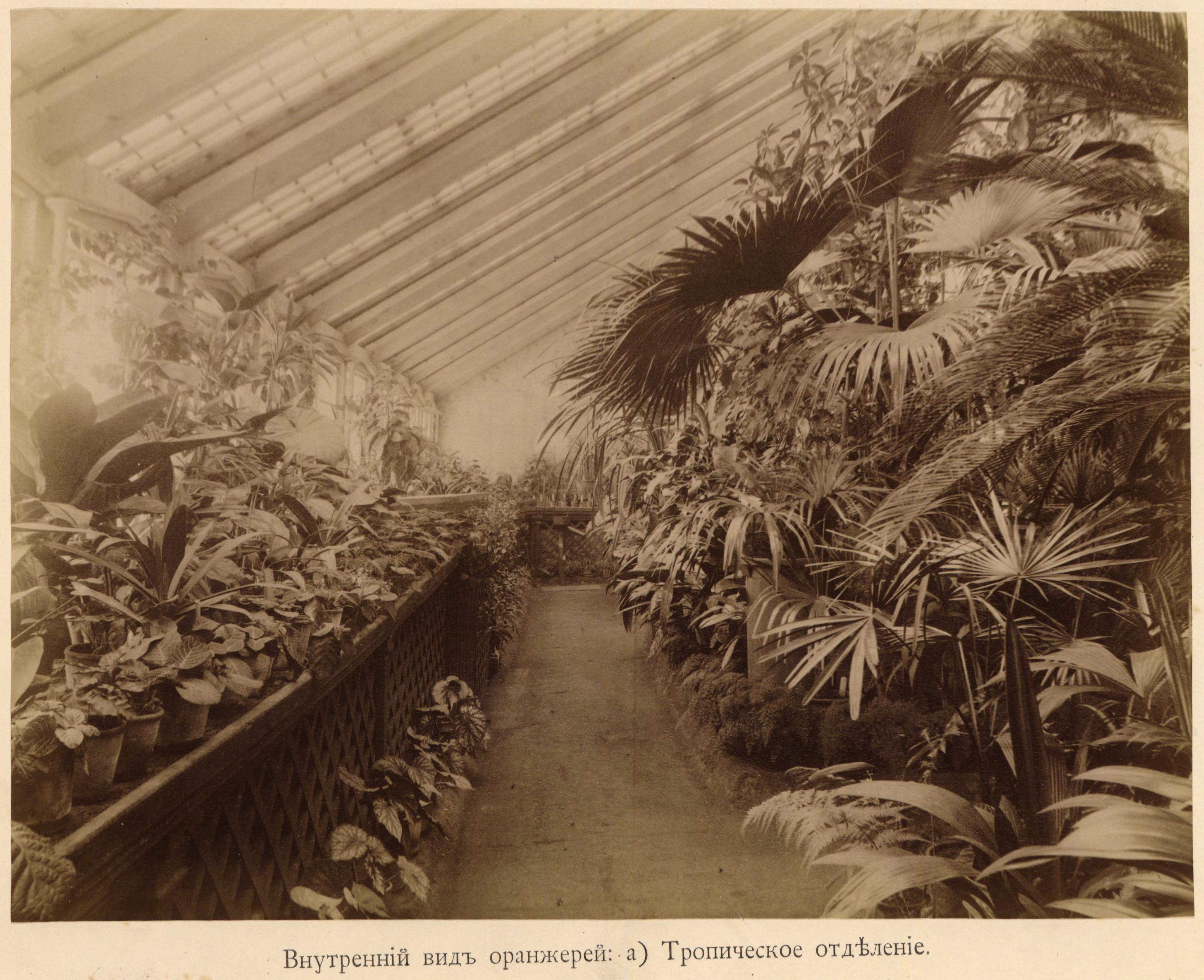
Головна оранжерея.

В оранжереї Сибірського ботанічного саду Томського державного університету створено унікальні для північних регіонів планети рослинні фонди: понад 6000 видів, форм і сортів, з них 1800 тропічних і субтропічних, декоративно- деревних і чагарникових відкритого ґрунту — 796, декоративних трав'янистих — 1200 , лікарських — 535, плодово-ягідних — 235, кормових — 514, овочевих — 421, рідкісних і зникаючих з флори Томської області — 551 вид. Центральна оранжерея заввишки 31 метр — це друга за висотою оранжерея в РФ..

## Історія
У 1875 році з Головного Управління Західного Сибіру (відділ Управління цивільними навчальними закладами) губернатору Томської губернії прийшов наказ обрати місце під будівництво Сибірського університету і про обов'язкове відведення місця для університетського ботанічного саду. Влітку 1880 В. М. Флоринський та садівник М. А. Шестаков розпланували територію — південніше головного університетського корпусу. Намічені ділянки під оранжереї, розсадники та інші споруди.
12 травня 1885 року з Казанського університету до Томська прибув П. М. Крилов, призначений вченим садівником Сибірського університету. Він привіз 60 видів рослин, здебільшого недовговічних квіткових культур. До сьогодні збереглися п'ять 130-135-річних примірників найцінніших видів: араукарія Бідвілла, пальма ховея Форстера, фікус вкорінений та інших.
На початок 1886 року сад займав площу 1,7 га, мав теплицю площею близько 400 м² і висотою 4 метри.
Першими керівниками ботсаду були професори: Сергій Коржинський (1888—1892), Е. Г. Саліщев (1893), В. В. Сапожников (1893—1924), Порфирій Крилов (1924—1928).
Професорка Валентина Морякіна була директором Сибірського ботанічного саду з 1969 до 2008. За період її керівництва збудовано: металеву тропічну оранжерею заввишки 15 м (1971—1973), субтропічний комплекс (1985—1988) з висотними оранжереями (31 м). Валентина Морякіна була ініціатором і співавтором конструкторської ідеї створення оранжерей для тропічного і субтропічного мікроклімату в північних умовах, а також входила в проектну групу.
У 2004 році Сибірський ботанічний сад оголошений природною територією обласного значення під особливою охороною.

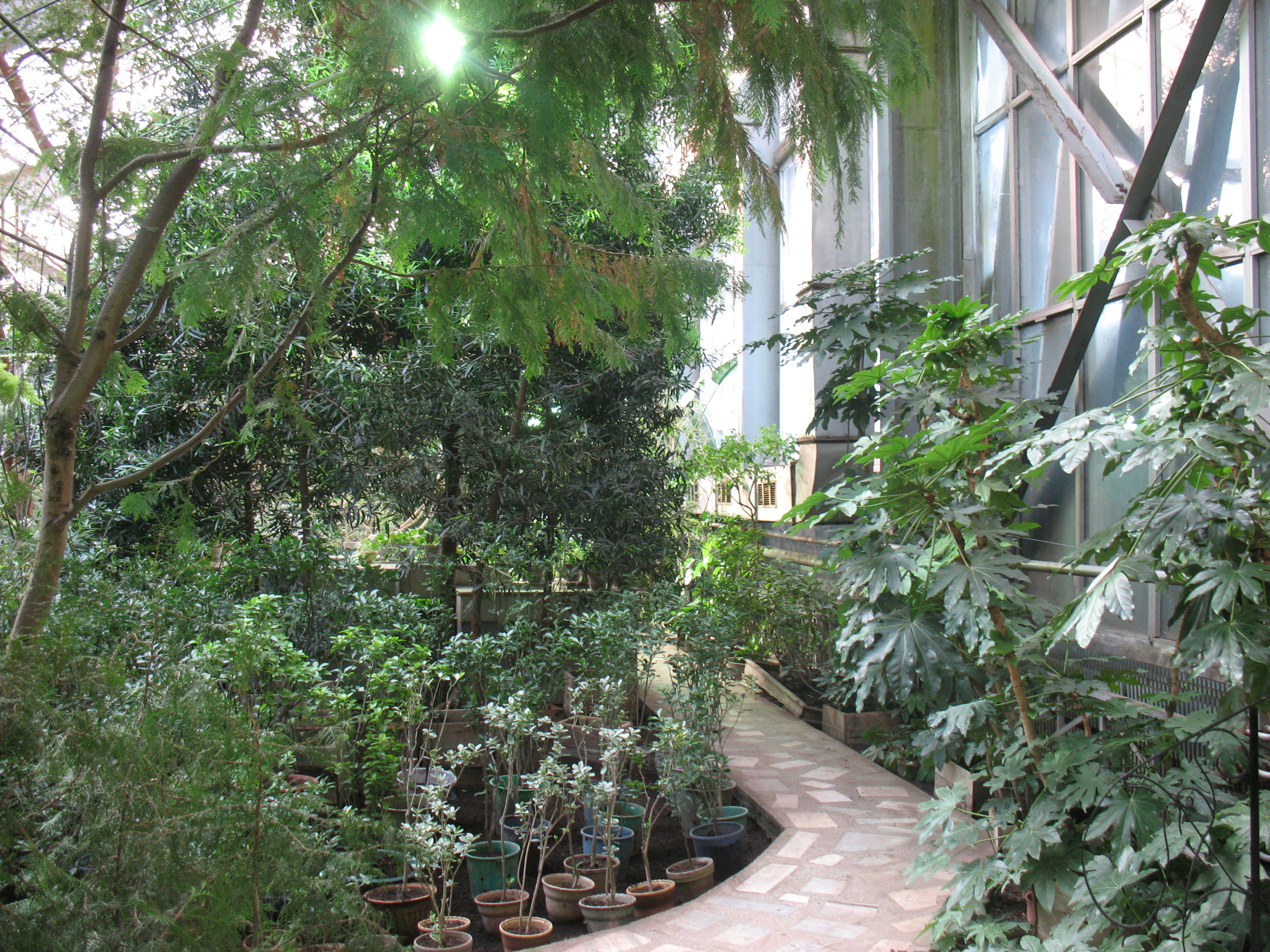
Головна оранжерея. Сучасний внутрішній вигляд